# Serial radiofonico
Il serial radiofonico (in inglese radio serial o radio drama) può, a buon diritto, essere considerato l'antenato della soap opera televisiva, infatti questi hanno origine proprio dai serial radiofonici degli anni trenta, che venivano trasmessi negli Stati Uniti alla radio ed erano generalmente rivolti ad un pubblico di casalinghe. Essi venivano sponsorizzati e prodotti dalle marche di detersivi e saponi (da qui il nome soap opera). Molti di questi radio serial diventavano serial cinematografici o film.